# Emily Sandifer
Emily Sandifer (* 17. Januar 1985 in Idaho Falls, Idaho) ist eine US-amerikanische Schauspielerin, Filmschaffende und Fotografin.

## Leben
Sandifer wurde am 17. Januar 1985 in Idaho Falls geboren und wuchs auf einer 4 km² großen Ranch im Südosten Idahos auf. Von 2003 bis 2007 studierte sie an der Boise State University Visual Art und Photography. Sie schloss er Studium mit dem Bachelor of Arts Magna Cum Laude ab. Seit 2005 ist sie als Fotografin selbstständig. 2009 debütierte sie als Schauspielerin im Kurzfilm El Alacran: The Scorpion. 2010 verkörperte sie im Spielfilm Finding Sky die titelgebende Hauptrolle der Sky Hamilton. Der Film wurde am 20. November 2010 auf dem American International Film Festival gezeigt. 2012 spielte sie im Katastrophenfilm 40 Days and Nights in der Rolle der Maddie mit.
2011 war sie im Computerspiel L.A. Noire als Synchronsprecherin zu hören und erhielt in den folgenden Jahren Episodenrollen in den Fernsehserien Castle und The Mentalist. 2013 wirkte sie in der größeren Rolle der Whitney in der Filmproduktion This Is Our Time mit. Nach mehreren Besetzungen in verschiedenen Kurzfilmproduktionen, erhielt sie 2016 eine Episodenrolle in der Fernsehserie Love und spielte danach in den Filmen Vengeance – Pfad der Vergeltung und The Tale – Die Erinnerung mit.
Als Bühnendarstellerin wirkte sie in Stücken des Mountain Theatre mit.

## Filmografie (Auswahl)

### Schauspiel
- 2009: El Alacran: The Scorpion (Kurzfilm)
- 2010: Person of Interest
- 2010: Finding Sky
- 2010: Screenplay (Kurzfilm)
- 2010: Expanse (Kurzfilm)
- 2011: Undercover (Kurzfilm)
- 2011: Cromwell (Kurzfilm)
- 2011: Vacillate (Kurzfilm)
- 2012: Friend Request (Kurzfilm)
- 2012: 40 Days and Nights
- 2012: Castle (Fernsehserie, Episode 5x09)
- 2012: Salton (Kurzfilm)
- 2013: The Mentalist (Fernsehserie, Episode 5x16)
- 2013: This Is Our Time
- 2013: I Was a Teenage Superhero Sidekick
- 2014: Turncoat (Kurzfilm)
- 2014: Yoga Zone (Kurzfilm)
- 2015: The Breakwater (Kurzfilm)
- 2015: Ruth & Norbert Catch Bigfoot (Kurzfilm)
- 2016: Love (Fernsehserie, Episode 1x01)
- 2016: Indoorsy (Miniserie, Episode 1x04)
- 2017: Vengeance – Pfad der Vergeltung (Vengeance: A Love Story)
- 2018: The Tale – Die Erinnerung (The Tale)
- 2018: Landmark (Kurzfilm)
- 2020: Make It a Scary One
- 2022: The Raven and the Rowan Tree

### Filmschaffende
- 2009: El Alacran: The Scorpion (Kurzfilm; Produktion)
- 2010: Finding Sky (Produktion, Regie, Drehbuch)
- 2010: Expanse (Kurzfilm; Produktion, Regie, Drehbuch, Filmschnitt, Kamera)
- 2011: Cromwell (Kurzfilm; Produktion, Drehbuch)
- 2011: Vacillate (Kurzfilm; Produktion)
- 2012: Friend Request (Kurzfilm; Produktion)
- 2012: Salton (Kurzfilm; Produktion, Regie, Drehbuch)
- 2014: Turncoat (Kurzfilm; Produktion, Regie, Drehbuch, Filmschnitt, Kamera)
- 2014: Yoga Zone (Kurzfilm; Produktion, Regie, Drehbuch, Filmschnitt)
- 2015: Ruth & Norbert Catch Bigfoot (Kurzfilm; Produktion, Regie, Drehbuch, Filmschnitt, Kamera)
- 2018: The Gift (Kurzfilm; Regie)
- 2018: Landmark (Kurzfilm; Drehbuch, Filmschnitt)
- 2022: The Raven and the Rowan Tree (Produktion, Regie)
- 2023: Into the Valley (Kurzfilm; Produktion, Regie, Filmschnitt)

## Synchronisationen (Auswahl)
- 2011: L.A. Noire (Computerspiel)

## Theater (Auswahl)
- Laboratory of Hallucinations, Regie: Schuyler Helford
- I Hate Hamlet, Regie: Kat Fair, Mountain Theatre
- Be My Baby, Regie: Stacey Havener, Mountain Theatre